# Zvonice v Hrobicích (okres Zlín)
Zvonice stojí v obci Hrobice v okrese Zlín. V roce 2003 byla Ministerstvem kultury České republiky prohlášena kulturní památkou České republiky.

## Popis
Zvonice byla postavena ve svahu v centru vsi v roce 1913.  V roce 1993 byla rekonstruována.
Zvonice je samostatně stojící zděná omítaná stavba postavena na půdorysu čtverce z cihlového zdiva na kamenné podezdívce. Fasády jsou hladké. V ose vstupního průčelí je vchod s půlkulatým záklenkem přístupný třemi schody. Uliční průčelí má jedno okno s půlkruhovým záklenkem. Po stranách okna jsou zavěšeny dva zasklené barvotisky: Panny Marie a Nejsvětější Srdce Ježíšovo. Stavba je ukončena fabionovou korunní římsou, která nese valbovou střechu s otevřenou oplechovanou dřevěnou zvonicí ukončenou stanovou střechou s makovicí a železným křížkem. Uvnitř zvonice je rovný prkenný strop s průhledem do zvonice.
Ve zvonici je zavěšený zvon z roku 1913, který byl ulit v brněnské zvonařské dílně Rudolf Manoušek a spol. Průměr věnce zvonu je 0,390 m, výška 0,330 m, pohon je elektrický. V šedesátých letech 20. století byl otočen. Nad věncem je kaverna velikosti 15 × 15 mm. Zvon není kulturní památkou.